# 塞米諾爾溫泉 (加利福尼亞州)
塞米諾爾溫泉（英語：Seminole Hot Springs）是位於美國加利福尼亞州洛杉磯縣的一個非建制地區。該地的面積和人口皆未知。

## 地理
塞米諾爾溫泉的座標為34°06′26″N 118°47′26″W / 34.10722°N 118.79056°W，而該地的平均海拔高度為284米（即932英尺）。